# 시도니우스 아폴리나리스
가이우스 솔리우스 모데스투스 시도니우스 아폴리나리스(Gaius Sollius Modestus Apollinaris Sidonius, 알려지지 않은 해의 11월 5일 430년경 – 481년/490년)는 성 시도니오 아폴리나리스로 더 잘 알려진 시인이자 외교관, 주교이다. 갈로로마인 귀족 계층으로 태어난, 그는 아비투스 황제의 사위였고 468년에 안테미우스 황제에 의해 로마의 프라이펙투스 우르비로 임명되었다. 469년에 그는 클레르몽 주교로 임명되었고 473년부터 475년까지 이어진 서고트족의 왕 에우리크로부터 도시의 방어를 이끌었다. 그는 도시가 정복된 뒤에도 주교직을 480년대에 사망할 때까지 유지했다. 그는 로마 가톨릭교회와 동방 정교회에서 성인으로 기려지고 있으며, 축일은 8월 21일이다.
시도니우스는 에릭 골드버그(Eric Goldberg)로부터 '5세기 갈리아에서 현존하는 가장 중요한 작가'라는 평가를 받았다. 그는 대량으로 문서가 남아있는 5세기에서 6세기의 갈로로마인 귀족 네 명 중 하나이며 나머지에는 리모주 주교 루리키우스 (507년 사망), 빈 주교 알키무스 엑디키우스 아비투스 (518년 사망), 티키눔의 주교 아를의 마그누스 펠릭스 엔노디우스 (534년 사망) 등이 있다. 이들 모두는 갈리아 가톨릭 주교들을 배출해낸 갈로로마 귀족 네트워크와 깊은 관계가 있었다. 그의 저작물은 극도로 촘촘한 고전주의 및 기독교적 암시로 특징 지어지며, 이는 로마 귀족 계층으로서 자신을 표현하는 데 핵심적인 역할을 했습니다.

## 생애

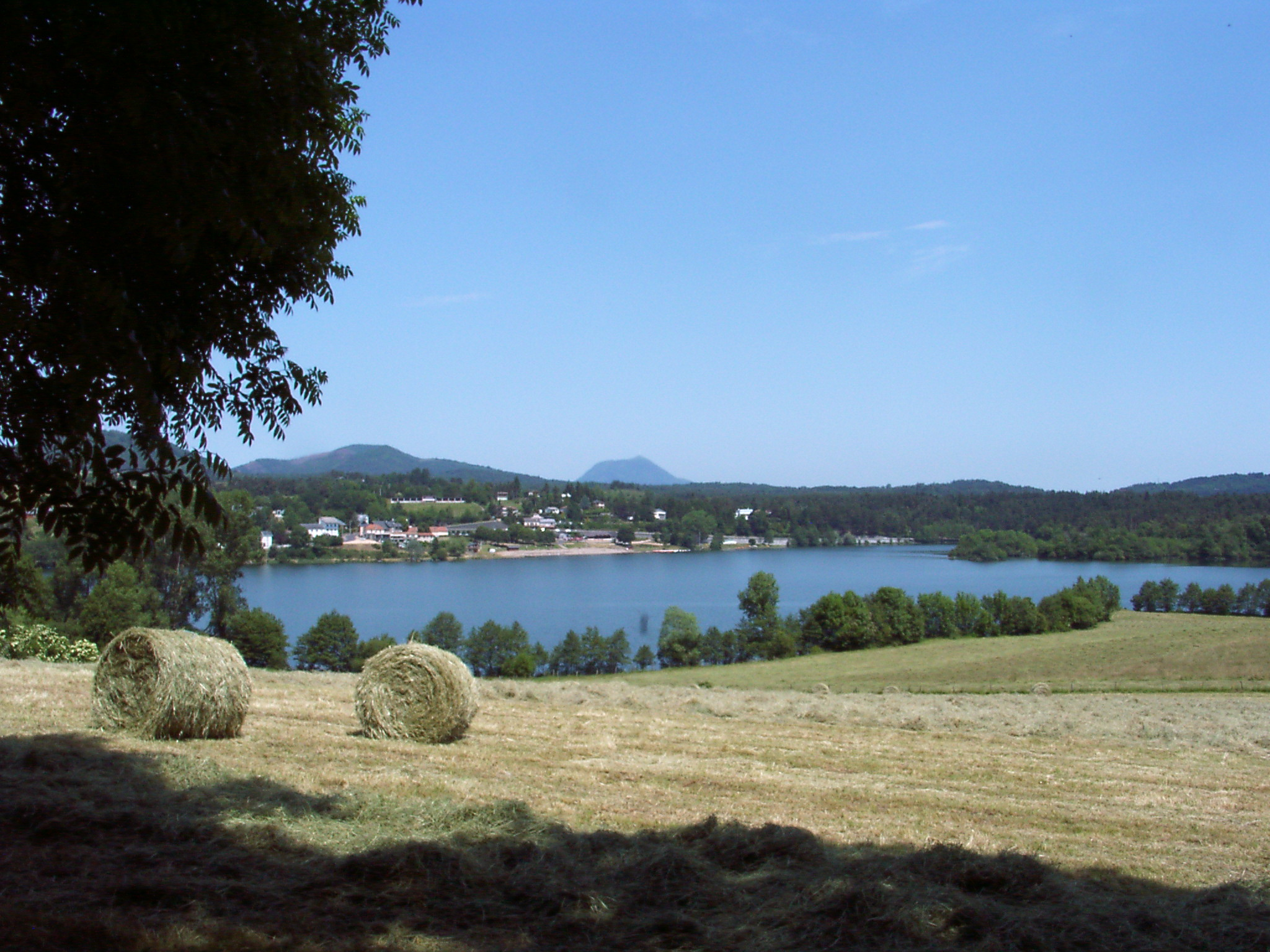
아비타쿰이라 불린 시도니우스의 빌라가 있던 장소인 아이다 호수.

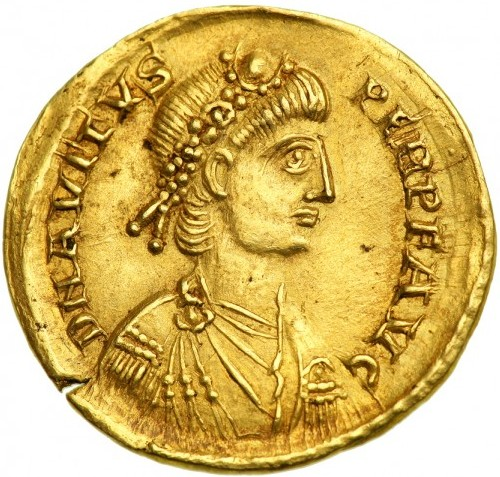
시도니우스의 장인 아비투스(455년 재위)를 묘사한 솔리두스.

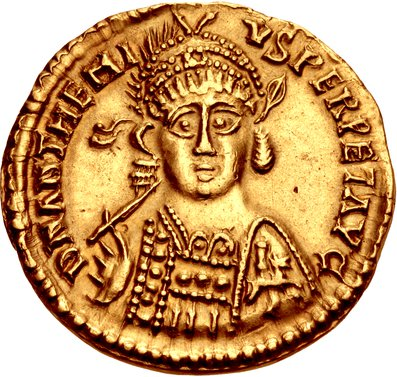
안테미우스(재위: 467년-472년)를 묘사한 솔리두스.

시도니우스는 루그두눔 (오늘날 리옹)에서 태어났다. 이름이 알려지지 않은 그의 아버지는 발렌티니아누스 3세 시기 갈리아의 프라이펙투스였다 (시도니우스는 아스티리우스의 449년 집정관으로 임명식 때 아버지와 같이 참석한 것을 자랑스럽게 회상하였다).) 시도니우스의 조부인 아폴리나리스는 408년 5월부터 409년까지 갈리아의 프라이펙투스 프라이토리오였고, 그의 후임으로 친구인 데키무스 루스티쿠스가 뒤를 이었다. 시도니우스는 337년과 340년 사이 콘스탄티노스 2세 시기 갈리아의 프라이펙투스를 지낸 또 다른 아폴리나리스의 후손이었을 수도 있다.
시도니우스는 452년경에 아비투스 황제의 딸 파피아닐라와 혼인했다. 이 결합으로 아들 아폴리나리스, 그리고 최소한 딸 두 명인 세베리나와 로스키아가 언급되는데 시도니우스가 서신들에서 딸들을 언급한 바 있다. 딸 알키마가 훨씬 후대인 투르의 그레고리우스에게 언급되는데, 테오도르 몸젠은 알키마가 그의 딸 중 한 명의 또 다른 이름일 것이라 추측하였다. 파피아닐라의 지참금의 일부로, 시도니우스는 아비타쿰(Avitacum)이라는 이름이 붙었던 아이다 호수에 있던 여름 저택을 받았다. 그는 그의 서신에서 욕장이 세 개를 갖췄고 L자 형태의 빌라에 호수가 내려다 보이는 언덕에 위치했다는 등 빌라에 대해 상세히 묘사하지만, 그 묘사는 소 플리니우스가 자신의 저택들에 대한 묘사에서 상당량 가져온 것이고 그의 문화적 정체성을 나타내기 위해 섬세히 만들어낸 것이다.

### 갈로로마 귀족
시도니우스의 문서들은 그가 갈리아에 방대하게 퍼져있던 로마 귀족 계층의 네트워크의 일부에 있었다는 점을 보이고 있다. 그의 서신은 그가 있던 오베르뉴에 초점을 맞추고 있으며, 이곳에는 그의 주요 서신 속 대화자들이 그처럼 클레르몽과 중심 도시인 리옹을 기반으로 하고 있었다. 그 외 중요한 접촉자들로는 나르본과 보르도의 귀족들이 있으나, 그의 서신 일부에서는 라벤나와 로마, 히스파니아 등 먼 곳에 떨어진 곳에서도 보내졌다. 주요 지인들에는 리에의 파우스투스 주교 그리고 그의 신학적 조언자 클라우디아누스 마메르투스가 있었다. 그는 문학적 업적으로 일생에 인정을 받았었으며, 456년에는 트라야누스 포룸에 있던 도서관에 그의 청동상이 추가되었는데, 이는 그곳에 세워진 마지막 조각상이었다.
시도니우스는 455년 또는 456년에 서고트족의 왕 테오도릭 2세의 궁정에서 있었으며, 배다른 형제인 아그리콜라에게 이곳의 경험에 대해 서신을 썼다. 시도니우스의 문집 초반 부에 배치된 이 서신은 테오도릭을 이상적인 왕이라 칭송하고 있다.
시도니우스의 장인인 아비투스가 455년에 황제가 되었고 시도니우스는 장인을 위한 찬양의 글을 썼다. 457년에 마요리아누스가 아비투스로부터 제국을 차지하였고 리옹을 포위하였다. 시도니우스도 그의 손아귀 안에에 떨어지고 말았다. 하지만, 시도니우스의 지적 능력에 대한 평판은 마요리아누스가 그에게 극진한 대접을 하게끔 했다. 그 대가로 시도니우스는 이전에 아비투스에게 했던 것처럼 마요리아누스를 기념하는 찬양글을 썼는데, 이를 통해 로마에는 시도니우스의 조각상이 세워졌고 '코메스'라는 칭호도 부여받았다. 468년에 안테미우스 황제는 그를 로마의 프라이펙투스 우르비로 임명하여, 469년까지 유지하였다. 시도니우스는 이를 그의 문학 능력으로 보답했으며 특히나 안테미우스를 기념하는 찬양글을 썼지만 그를 그 자리에 임명한 것은 아마 갈리아 내 로마 귀족들의 지원을 얻고자 하는 안테미우스의 노력의 일환이었을 것이다. 그 이후로, 안테미우스는 그를 파트리키 및 원로원 의원으로 만들었다.

### 주교

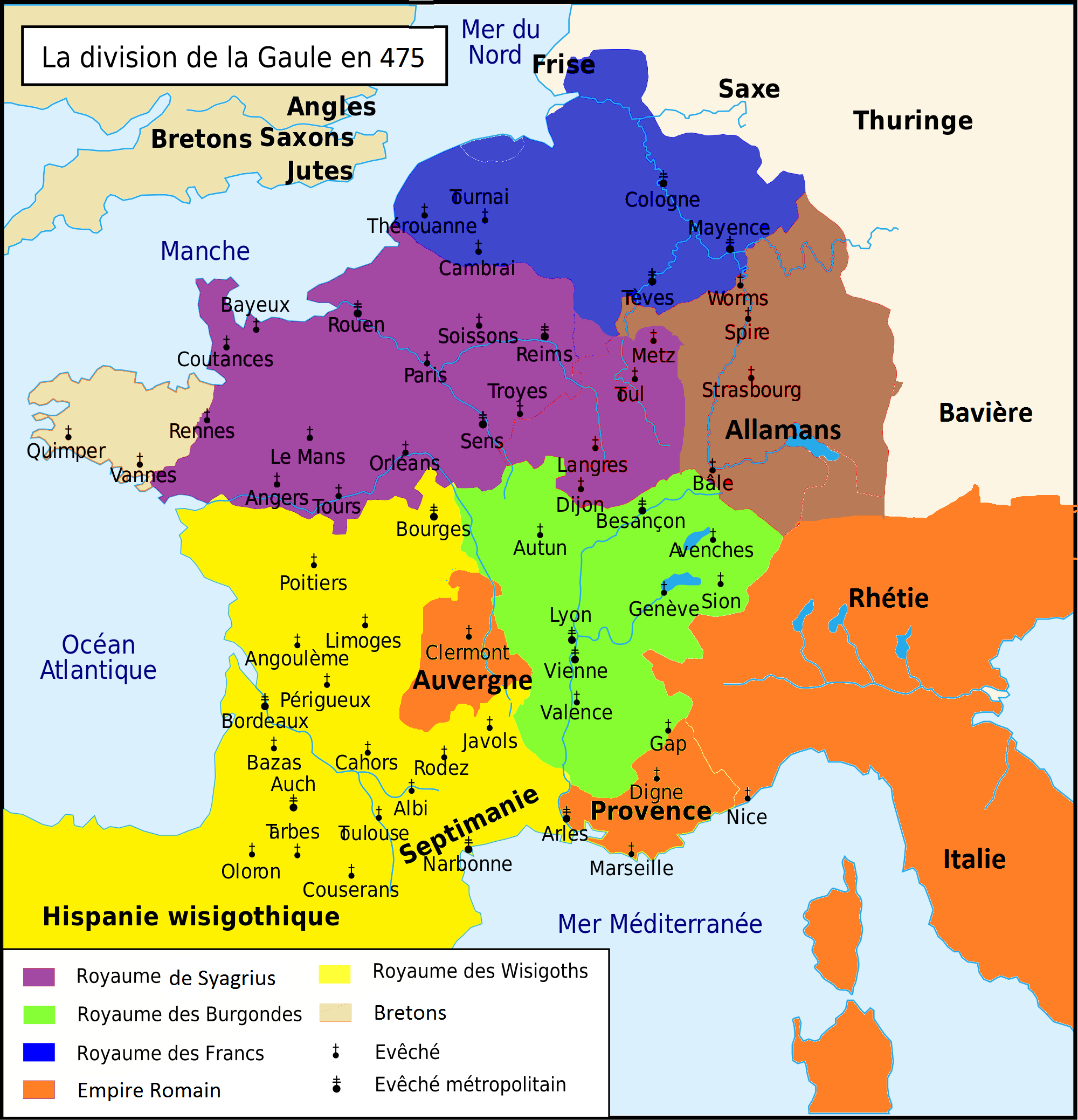
에우리크가 클레르몽을 정복하기 전인 475년의 갈리아 지도. 노랑: 서고트 왕국, 주황: 서로마 제국, 초록: 부르군트 왕국.

469년에, 시도니우스는 아내의 친척인 에파르키우스의 뒤를 이어 아베르나(클레르몽)의 주교를 맡기로 선출되었다. 그는 문헌에 이에 대해 거의 언급하지 않았는데 그가 이 역할을 바라지 않았던 것으로 보인다. 옛 프라이펙투스 우르비인 토난티우스 페레올루스에 대해 쓴, 그는 '발렌티니아누스 3세의 프라이펙투스'로서 그의 세속적인 삶을 '그리스도의 완전한 자'라는 종교적 삶으로 바꾸려 했다. 투르의 그레고리우스는 시도니우스를 성사집 없이 암기로 미사를 진행할 수 있고 지체 없이 즉흥적인 연설을 할수 있는 자로 언급한다. 그는 교회, 금욕자, 그리고 이교도의 철학을 접목시킨 신학 연구가 등을 지원하는 귀족들을 칭송하는 글을 썼다. 주교가 된, 그는 종교적 삶에서 양립할 수 없는 이교적인 시를 포기할 것이라 공공연히 선포하였으나, 그는 개인적으로 시를 쓰고 주고 받는 행위를 지속했다.
473년부터 475년까지 3년간, 시도니우스와 배다른 형제 엑디쿠스는 에우리크 왕이 이끄는 서고트족이 매년 벌이는 침공으로부터 클레르몽의 방어를 이끌었다. 그는 이 공방전을 제2차 포에니 전쟁 기간 카르타고의 카푸아 점령과 비교하며, 에우리크를 한니발에 그리고 자기 자신을 로마를 위해 카푸아를 충실하게 방어해낸 데키우스 마기우스에 빗대었다. 클레르몽이 결국엔 함락되면서, 그는 체포되어 리비아나로 유배되었으나, 에우리크의 조언가인 레오의 개입으로 476년 혹은 477년에 클레르몽으로 귀환 및 주교직도 복귀하게 해주었다. 시도니우스는 그 이후로 에우리크 궁정과의 접촉을 이어나갔다. 에우리크는 가톨릭보다는 아리우스파를 선호했고 시도니우스는 갈리아 및 그 너머 지역에 있던 가톨릭 사제들에게 법적 분쟁에 있어 지원 및 충고를 하기 위해 이들과의 접촉도 유지하였다.
시도니우스는 갈리아의 로마 귀족층들의 단합을 유지하기 위해서는 필수적이었기에 에우리크 궁정과 어느 정도는 협력을 받아들였으나, 그는 한 원로원 의원에게 "자네는 야만인들이 나쁜 명성을 지녔기에 저들을 피하지만, 나는 저들이 좋은 명성을 갖고 있어도 피한다네."라고 보내며 고트족들에게 적대감을 보였다. 그는 '안테나이움'(Athenaeum)로 알려졌던 에우리크 왕궁의 문학적 허식을 조롱하며, 서고트족의 정복이 권력에 있는 무지한들이 교양인들 위에 올라가 있는, 사회적 질서의 붕괴 현상의 책임이 있다고 하였다. 그는 시도니우스의 장모의 땅 대부분을 차지하고 시도니우스가 협력자로 여기던 세로나투스와 충돌했던 자였던 한 고트족 귀족이, 로마 귀족들의 저택들에 고트족 병사들이 사용하도록 추진하던 그와 법적 분쟁에 연루되기도 했다. 에우리크에 대한 그의 적대감은 477년경에 반포된 그의 서신 모음집을 공개한 것에 반영이 되는데, 한 서신은 서고트의 왕위를 차지하기 위해 에우리크가 죽인 테오도릭 2세를 정렬적으로 칭송한다.
시도니우스는 481년에는 살아있었으나, 그의 후임 주교인 아프룬쿨루스가 사망했을 당시인 490년경에 사망해 있었다. 그의 사망일은 8월 21일 또는 23일이다. 그가 죽고 난 뒤 그는 아레모리카에서 성인으로 기려졌다.

### 후손
시도니우스의 친족들은 장대하던 그의 조부 시기부터 프랑크족 치하에 있던 6세기의 쇠퇴기에 이르기까지 몇 세대에 걸쳐 한 가문의 흥망 성쇠에 관한 이야기로서 추적되어 왔다. 리모주의 루리키우스의 서신 상대였던 시도니우스의 아들 아폴리나리스는 고트족은 프랑크족에 결정적 패배를 당한, 507년 부예 전투에서 오베르뉴의 징집군 부대를 지휘했다. 그는 사망하기 네 달을 앞두고 클레르몽 주교이기도 했다. 시도니우스의 손자인 아르카디우스는 프랑크 왕 테우데릭 1세가 죽었다는 소문을 듣고, 클레르몽을 킬베르트 1세에게 넘겼으나, 테우데릭이 직접 자신의 모습을 들어내자 아내와 아버지를 버리고 달아났다. 투르의 그레고리우스 역사서에서 그의 또 다른 등장은 킬데베르트 왕의 가신으로 모습이다.

## 저술 활동

### 시

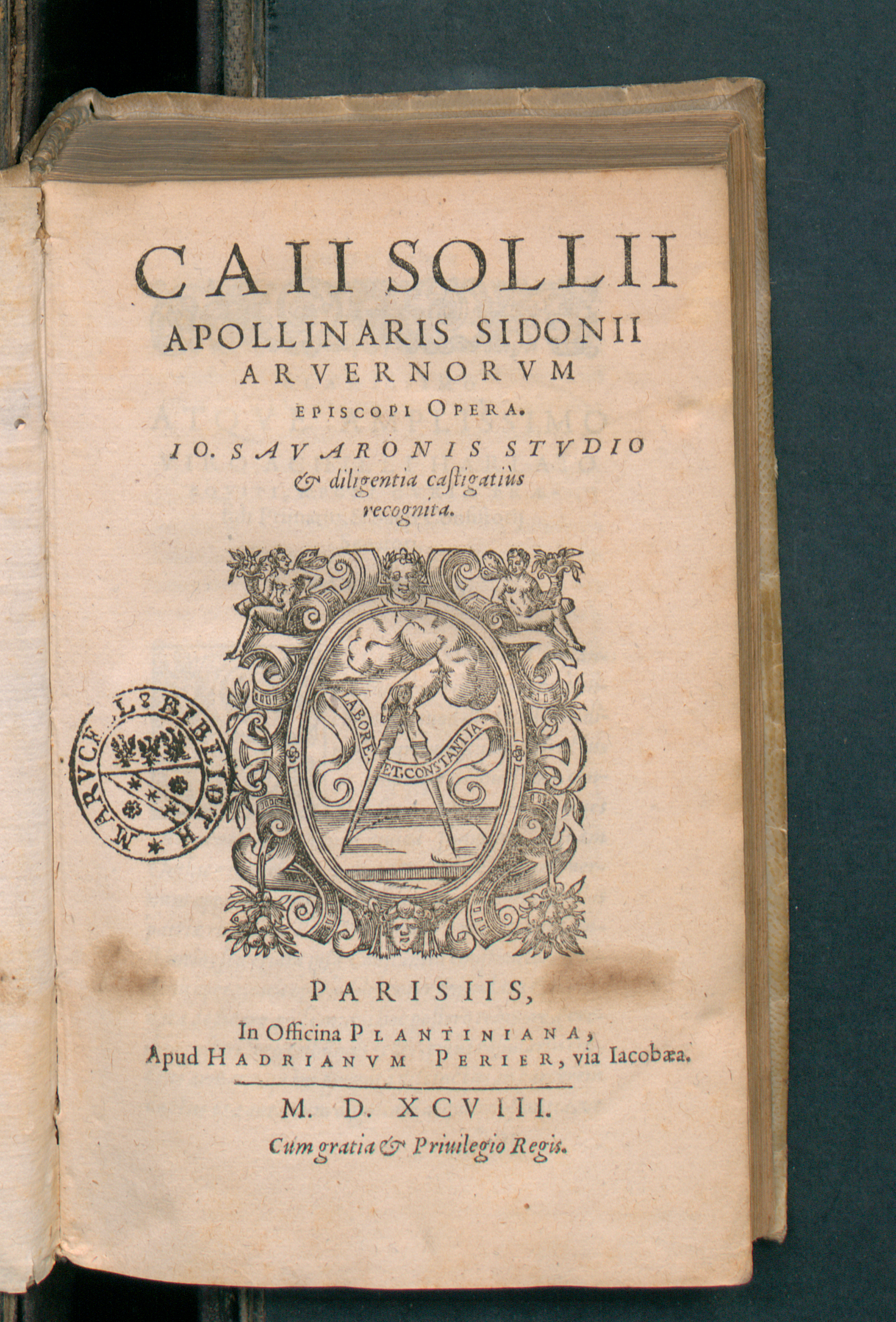
'오페라' (1598년판)

각기 다른 황제들에 대한 찬가를 포함하여, 행사시 등으로 구성된 시도니우스의 시 24편으로 이뤄진 모음집이 남아 있으며, 몇몇 중요한 정치적 사건들을 담고 있고 스타티우스, 아우소니우스, 클라우디아누스 등에서 많이 인용하였다. 시도니우스는 동시대 통치자들을 위한 '중대 위험에 대한 귀감'으로서 로마의 옛 성공과 영광을 강조하였고, 로마가 쇠락한 그 정도와 부흥의 가능성 역시도 제시하였다. 아비투스에 대한 7번 시 그리고 마요리아누스에 대한 5번 시에서, 시도니우스는 지난 황제들을 다시 살피고 능력으로 황제 자리에 오른 자들 그 중에서도 특히 베스파시아누스, 트라야누스 같은 군사적 재능으로 황제가 된 자들만이 찬미 받아야 마땅하다 결론지었으며 새로운 황제들에게 있어서는 무조건적으로 다뤄야 할 문제로 보았다. 다른 재능들도 중요하다고 보았으며 2번 시에서는 안테미우스에 있어서 기초 교양에 통달하였던 점을 칭찬하였다.
그 외 시들은 다른 주제이다. 예시로, 22번 시는 부르구스에 있던, 시도니우스의 친우 중 한 명인 폰티우스 레온티우스 디오니수스의 저택 벽에 있는 제3차 미트리다테스 전쟁의 그림에 대한 에크프라시스이다. 시도니우스가 그 저택을 방문한 것을 아폴로와 디오니소스의 만남에 비유하였으며, 이때 방문하여 시도니우스와 디오니수스는 아퀴타니아에 정착하여 그곳에 세련된 토론 문화를 만들기로 결심했다.

### 서신
117명의 각기 다른 이들에게 보내진, 총 147개의 문서를 포함하고 있는 9권 분량으로 이뤄진 '서신' 역시도 남아 있다. 시도니우스는 오랜 기간에 걸쳐 그의 서신 모음집 작업에 매달렸고, 그 중 일부를 470년대 초에 공개하였고 최종 편집본을 477년경에 완성해냈다. 이 모음집은 아무리 하급 성직자라 할지라도 아무리 위대한 평신자보다는 앞에 있어야 한다는 근거를 들어 프라이펙투스 우르비인 토난티우스 페레올루스에게 양해를 굴며, 개인적으로 친구였던 리옹의 주교인 콘스탄티우스에게 헌정하였는데, 콘스탄티우스가 이 편집을 마치는 데 도움을 줬었고, 473년 클레르몽 공방전 이후에 있던 콘스탄티우스의 조언 등 때문이었다.
시도니우스의 라틴어 방식은 그 시대에 상당한 찬미를 받았다. 동시대 인물인 클라우디아누스 마메르투스는 그를 '고대의 웅변을 소생시킨 자'라고 하였다. 이와 대조적으로, 1939년에 시도니우스의 서신들을 번역한 도입문에, W.B. 앤더슨은 그 내용문들에 대해 용어 선택에 있어 매우 부자연스럽다라고 나타냈고, 그에 대해서 사치스러운 생활과 즐거움에 몰두를 한 온화한 기질를 지닌 자라 평가내렸다. Sigrid Mratschek는 시도니우스의 라틴어에 대해 의도적으로 정교하고 세련되게 한 방식이라 특징짓고, 이렇게 말하였다
... 고전과 성경의 암시들로 복잡한 상호텍스트성을 띠게 교묘하고 미적으로 조립된 언어이자, 이를 유일하게 이해하는 문화적 엘리트 계층의 전유물이라 할 수 있다. 시도니우스와 그의 무리에게 있어 라틴어의 아름다움 (sermonis pompa Latini)을 추구한 것은 ... 정제된 감정과 지적인 삶은 야만인들에 대한 방어물이자 점차 해체되고 있는 옛 질서로부터의 마지막 피난처이었기 때문이다.— Mratschek 2020, 237-238쪽

신화, 역사, 성경 등의 엑셈플룸에 대한 암시들로 이뤄진 복잡성은 종종 그의 것을 이해하기 아주 어렵게 하지만, 그 어려움은 의도한 것이었고 시도니우스는 로마의 언어, 문학, 문화 등에 대한 완벽한 교육을 위해 필요한 노력을 하지 않는 자들을 깔보았었다. 시도니우스에게, 고전 라틴어 작가들에게 친숙해지는 것은 로마의 교육에 있어 핵심이었고 귀족 계층의 사회적 위치에 대한 정당한 이유였다. 그는 학식있는 자와 배우지 못한 자의 차이를 인간과 동물의 차이와 같다고 말했다.
W.B. 앤더슨은 "서신에서의 방식과 용어 선택에 대해서 어떻게 생각하던 간에, 시도니우스의 서신은 그의 생애의 여러 측면들에 대한 매우 귀중한 가치를 담고 있다."라고 언급하였다. 여러 연구들에서 4세기 갈리아의 지식인들의 사회적 네트워크망을 재구성하기 위해 이 서신들을 사용해오고 있다. 그럼에도, 이 서신은 시도니우스의 시대에 대한 직접적인 묘사로서 쓰여서는 안된다. 시도니우스는 그의 서신 및 동시대 세계에 대한 묘사 등을, 대표적으로 소 플리니우스 같은 이전 시기의 서신자들의 표현을 기반으로 썼다. 그는 로마를 이상적 사회로 나타냈다. 피터 브라운은 결과적으로 나타나는 연속성의 모습이 그의 시대 갈리아에서 일어나고 있는 빠른 변화에 대한 반응이라고 보았다. Sigrid Mratschek는 저술 활동을 통해 시도니우스는 로마의 군사적 정치적 붕괴에 대한 보상으로서 갈리아 지역의 로마 귀족의 지위를 다시 세우고자 로마의 정체성을 띠는 문학적 그리고 문화적 정수를 만들어내고 싶어했다고 말한다.
'브리토네스족의 왕' 리오타무스 (470년경)에게 보낸 시도니우스의 서신은 특히나 흥미로운데, 브리타니아와 관련성이 있는 왕 혹은 군사 지도자가 아서왕의 시간 쯤에 살아있었다는 증거를 제공하기 때문이다. 라틴어 원문과 함께 시도니우스의 시와 서신에 대한 W.B. Anderson의 영어 번역문은 로엡 고전 총서를 통해 발매되었다 (volume 1, containing his poems and books 1-2 of his letters, 1939; remainder of letters, 1965).

### 필사본 전통
시도니우스의 작품이 그의 생애 (5세기)기간에 일부가 공개되었을 수도 있지만, 문헌적 증거는 없고 모든 원고들은 대략 7세기로 추정되는 단일한 원형에서 비롯한 것으로 본다. 가장 오래된 증거물은 9세기의 것으로 추정하며 네 번에 걸친 사본으로 본다. 원형은 시들을 담고 있었지만, 이 시들은 대부분의 사본에서 제외됐고, 대부분의 현존하는 필사본들은 그의 서신만을 담고 있으며, 보통은 또 다른 저술가 아우소니우스의 알아보기 힘든 필사와 같이 합해져 있다. 원문상의 이형들에 대한 연구 대부분은 1870년대 크리스티안 뤼툐한이 마쳤으나, 시도니우스의 특유 라틴어를 재구성하는 데 필수적이었던 계통주의적 방법을 그가 고안하기 이전에 먼저 그가 죽고 말았다. 뤼툐한의 연구 내용은 다른 학자들이 내놓은 보다 수준 낮은 계통주의적 방법으로 1887년 'Monumenta Germaniae Historica'에 공개되었다. Franz Dolveck는 2020년에, 유일하게 시를 담고 있는 완전한 편집판을 포함하고 있는, 부분적으로 새로운 계통주의적 해석을 담은 내용을 내놓았다.

## 편집판 및 해설
- Hindermann, Judith, 편집. (2022). 《Sidonius Apollinaris' letters, book 2: text, translation and commentary》. Edinburgh: Edinburgh University Press. ISBN 9781399506304.
- Marolla, Giulia, 편집. (2023). 《Sidonius - Letters book 5, part 1: text, translation and commentary》. Edinburgh: Edinburgh University Press. ISBN 9781399510776.
- Waarden, Johannes Alexander van (2016). 《Writing to survive: a commentary on Sidonius Apollinaris letters book 7》. Leuven Paris Bristol: Peeters. ISBN 9789042933538.

## 참고 문헌 및 추가 자료
- Brown, Peter (2012). 《Through the Eye of a Needle: Wealth, the Fall of Rome, and the Making of Christianity in the West, 350-550 AD》. Princeton University Press. ISBN 978-0-691-15290-5.
- Nora Chadwick, Poetry and Letters in Early Christian Gaul London: Bowes and Bowes, 1955.
- Egetenmeyr, Veronika; Wiesehöfer, Josef (2022). 《Die Konstruktion der "Anderen": Barbarenbilder in den Briefen des Sidonius Apollinaris》. Wiesbaden: Harrassowitz Verlag. ISBN 9783447119061.
- M. P. Hanaghan, Reading Sidonius' Epistles, Cambridge: Cambridge University Press, 2019.
- Harries, Jill (1994). 《Sidonius Apollinaris and the Fall of Rome, AD 407-485》. Oxford: Clarendon Press. ISBN 978-0-19-814472-4.
- Harries, Jill (2018). 〈Sidonius Apollinaris〉.   Nicholson, Oliver. 《The Oxford Dictionary of Late Antiquity, Volume 2: J–Z》. Oxford: Oxford University Press. 1379–1380쪽. ISBN 978-0-19-881625-6.
- Kelly, Gavin (2020년 3월 18일). 《Edinburgh Companion to Sidonius Apollinaris》 (영어). Edinburgh University Press. ISBN 978-1-4744-6170-2.
- Gavin Kelly and Joop van Waarden (eds), The Edinburgh Companion to Sidonius Apollinaris, Edinburgh: Edinburgh University Press, 2020.
- Sigrid Mratschek, "Identitätsstiftung aus der Vergangenheit: Zum Diskurs über die trajanische Bildungskultur im Kreis des Sidonius Apollinaris", in Therese Fuhrer (hg), Die christlich-philosophischen Diskurse der Spätantike: Texte, Personen, Institutionen: Akten der Tagung vom 22.-25. Februar 2006 am Zentrum für Antike und Moderne der Albert-Ludwigs-Universität Freiburg (Stuttgart, Franz Steiner Verlag, 2008) (Philosophie der Antike, 28),
- Mratschek, Sigrid (2020). 〈Sidonius' Social World / Creating Culture and Presenting the Self in Sidonius〉.   Kelly, Gavin; van Waarden, Joop. 《The Edinburgh Companion to Sidonius Apollinaris》. Edinburgh: Edinburgh University Press. 214–260쪽.
- C.E. Stevens, Sidonius Apollinaris and his Age. Oxford: University Press, 1933.
- K.F. Stroheker. Der senatorische Adel im spätantiken Gallien. Tübingen, 1948.
- Waarden, Johannes Alexander van; Kelly, Gavin (2013). 《New approaches to Sidonius Apollinaris: Briefe Buch I》. Leuven Paris Walpole: Peeters. ISBN 9789042929289.
- Martindale, John R., 편집. (1980). 《The Prosopography of the Later Roman Empire: Volume II, AD 395–527》. Cambridge: Cambridge University Press. ISBN 0-521-20159-4.